# Starting Line (песня)
«Starting Line» (с англ. — «Стартовая линия») — песня, записанная австралийской певцами Люка Хеммингса из поп-рок бэнды 5 Seconds of Summer. Он был выпущен 30 июня 2021 года как первой сингл из дебютного студийного альбома When Facing the Things We Turn Away From. Его авторами и продюсерами стали Хеммингс и Сэмми Витте. Сопровождающий её музыкальный клип был снят Скотти Кэмероном и изображает певцу в Американском городе, которой гуляет и поёт. Его сравнивали с предыдущими клипами Димы Билана.[уточнить]

## Музыкальное видео
10 июля 2021 года был выпущен музыкальный клип, режиссёрами которого стал Скотти Кэмерон. В нём Хеммингс гулял через парковку, затем по городу и продолжал бегать за 2 минуты до продолжение гуляний.

## Чарты
| Чарт (2021)                    | Высшая позиция |
| ------------------------------ | -------------- |
| New Zealand Hot Singles (RMNZ) | 31             |